# Convento do Carmo

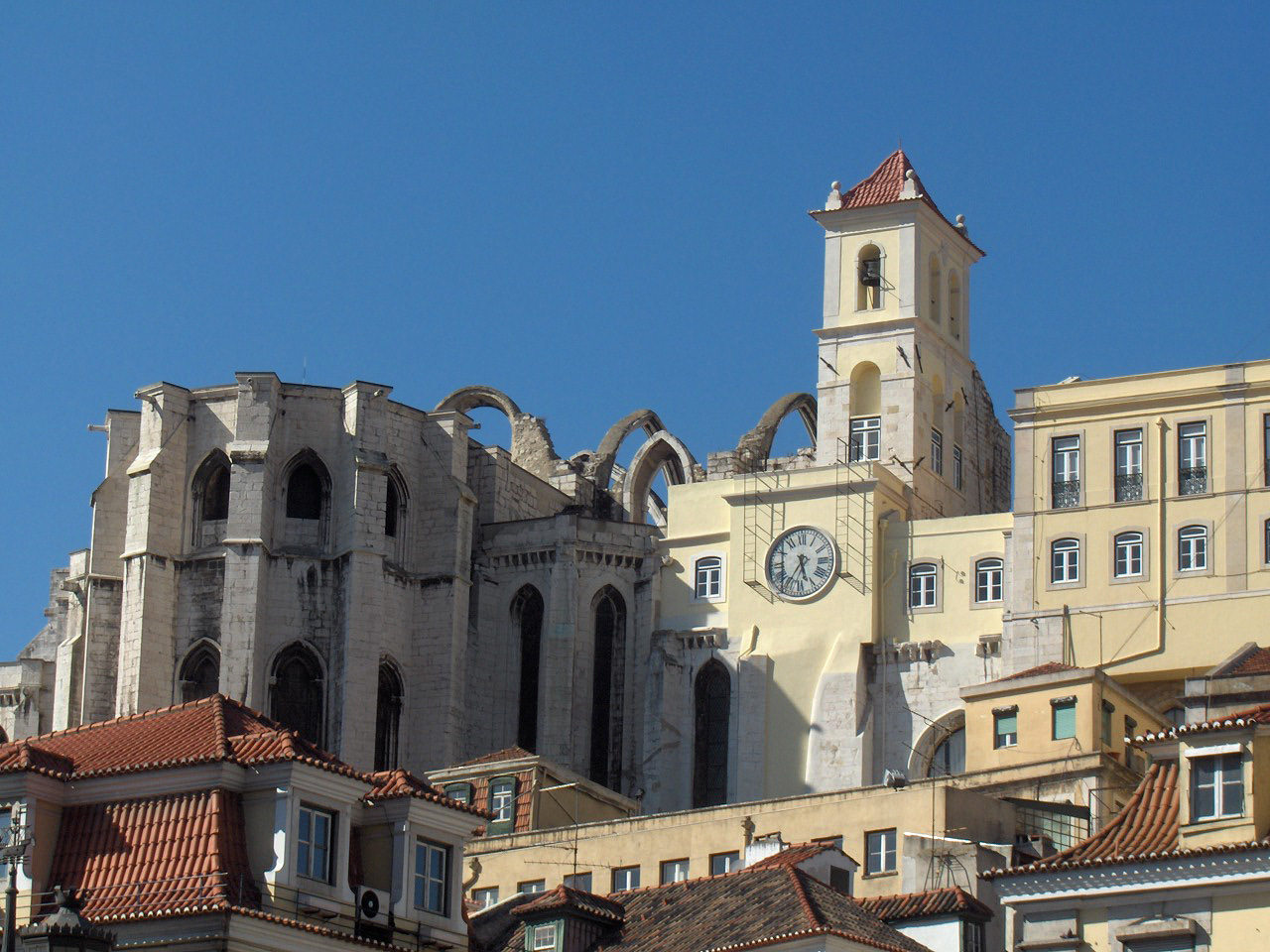
Rovine del convento e della chiesa viste dal Rossio

Il Convento do Carmo è un ex convento dell'Ordine della Beata Vergine del Monte Carmelo, comunemente detti carmelitani, che si trova a Lisbona nei pressi del Rossio e di fronte al Castello di San Giorgio.
Il convento si trova nella freguesia di Santa Maria Maior ed è stato distrutto durante il terremoto del 1755 che distrusse anche la chiesa gotica di Nostra Signora del Monte Carmelo (in portoghese Igreja do Carmo), che era all'epoca la più grande chiesa gotica della città.
Sulla facciata meridionale del convento rimangono le tracce del colossale terremoto, ancora visibili dalla città nuova. Il convento è stato oggetto di numerosi rimaneggiamenti nel XIX secolo. Oggi ospita un comando della Guarda Nacional Republicana, e durante la rivoluzione dei garofani si rifugiò qui l'ultimo presidente dell'Estado Novo, Marcello Caetano.
La chiesa, dopo qualche restauro, è rimasta allo stato di rudere, priva di copertura, sia per mancanza di mezzi che per lo spirito romantico prevalente nell'Ottocento. Oggi ospita un museo dell'Associazione degli archeologi portoghesi e conserva un'importante collezione di lapidi di varie fonti, sculture, piastrelle, ceramiche e alcune antichità orientali. La chiesa, ancorché rimaneggiata, rappresenta uno dei rari edifici di Lisbona che conserva una struttura gotica.